# Peach Bowl 2016
Match précédent Match suivant
Le Peach Bowl 2016 est un match de football américain de niveau universitaire joué après la saison régulière de 2016, le 31 décembre 2016 au Georgia Dome d'Atlanta en Géorgie.
Il s'agit de la 49e édition du Peach Bowl et pour la première fois de son histoire, il compte comme demi-finale du College Football Playoff. Son vainqueur affrontera au Raymond James Stadium de Tampa en Floride le vainqueur du Fiesta Bowl 2016 lors du College Football Championship Game 2017.
Le match met en présence les équipes du Crimson Tide de l'Alabama issue de la Southeastern Conference et des Huskies de Washington issue de la Pacific-12 Conference.
Sponsorisé par la société Chick-fil-A, le match fut officiellement dénommé le Chick-fil-A Peach Bowl.
Le vainqueur reçoit le Trophée George P. Crumbley, fondateur du Peach Bowl.
Alabama gagne le match 24 à 7 et se qualifie pour le College Football Championship Game 2017.

## Présentation du match
Vidéo de présentation du match
| Équipes                                                                                | Conférences | Entraîneurs    | Stats. saison rég. | Classements CFP / AP / Coaches |
| -------------------------------------------------------------------------------------- | ----------- | -------------- | ------------------ | ------------------------------ |
| Alabama Crimson Tide                                                                   | SEC         | Nick Saban     | 13-0               | #1 / #1 / #1                   |
| Washington Huskies                                                                     | Pac-12      | Chris Petersen | 12-1               | #4 / #4 / #4                   |
| Arbitre : (Big Ten) Équipe donnée favorite par les bookmakers : Alabama à 14 contre 1. |             |                |                    |                                |

### Crimson Tide de l'Alabama
Avec un bilan global en saison régulière de 13 victoires et aucune défaite (8 victoires en matchs de conférence), Alabama termine championne de la  Southeastern Conference. 
À l'issue de la saison régulière 2016 (bowl non compris), ils seront classés no 1 aux classements CFP, AP et Coaches.
En finale de conférence SEC, #1 Alabama bat Florida sur le score de 54 à 16.
L'équipe est donc sélectionnée pour jouer une demi-finale du College Football Playoff laquelle a lieu pour la première fois à l'occasion d'un Peach Bowl.
Il s'agit de leur 3e apparition consécutive au College Football Playoff dont ils sont les tenants du titre. Il s'agit néanmoins de leur toute première apparition au Peach Bowl.

### Huskies de Washington
Avec un bilan global en saison régulière de 12 victoires et 1 défaite (8 victoires et 1 défaite en matchs de conférence), Washington termine donc championne de la Pacific-12 Conference.
À l'issue de la saison régulière 2016 (bowl non compris), ils seront classés no 4 aux classements CFP, AP et Coaches.
L'équipe est donc sélectionnée pour jouer une demi-finale du College Football Playoff laquelle a lieu pour la première fois à l'occasion d'un Peach Bowl.
Il s'agit de leur 1re apparition au College Football Playoff et au Peach Bowl.

## Résumé du match
Début du match à 15 h 10 locales, fin à  18 h 32 pour une durée de 03:22 heures. Joué en indoors.
| QT          | Temps       | Drive       | Drive       | Drive       | Équipe      | Description de l'action | Score | Score |
| QT          | Temps       | Jeux        | Yards       | TDP         | Équipe      | Description de l'action | ALA   | WAS   |
| ----------- | ----------- | ----------- | ----------- | ----------- | ----------- | --- | ----- | ----- |
| 1           | 08:01       | 8           | 64          | 03:52       | WAS         | TD de 16 yards par W Dante Pettis à la suite d'une réception de passe de QB Jake Browning + 1 point de conversion par K Cameron Van Winkle          | 0     | 7     |
| 1           | 05:01       | 9           | 78          | 03:00       | ALA         | TD à la suite d'une course de 18 yards par RB Bo Scarbrough + 1 point de conversion par K Adam Griffith                                             | 7     | 7     |
| 2           | 14:55       | 6           | 41          | 02:27       | ALA         | FG de 41 yards par K Adam Griffith | 10    | 7     |
| 2           | 01:13       | 6           | 28          | 01:03       | ALA         | TD à la suite d'un retour sur 26 yards d'une passe de QB Jake Browning interceptée par LB Ryan Anderson + 1 point de conversion par K Adam Griffith | 17    | 7     |
| 4           | 11:56       | 6           | 98          | 02:54       | ALA         | TD à la suite d'une course de 68 yards par WR Bo Scarbrough + 1 point de conversion par K Adam Griffith                                             | 24    | 7     |
| Score final | Score final | Score final | Score final | Score final | Score final | Score final | 24    | 7     |

## Statistiques[2]
| Statistiques par Équipes               | Statistiques par Équipes | Statistiques par Équipes |
| Statistiques                           | ALA                      | WAS                      |
| -------------------------------------- | ------------------------ | ------------------------ |
| 1er downs                              | 16                       | 14                       |
| Conversion de 3e Down                  | 4/14                     | 6/17                     |
| Conversion de 4e Down                  | 0/1                      | 0/1                      |
| Jeux–yards                             | 64 jeux pour 326 yards   | 67 jeux pour 194 yards   |
| Yards à la course                      | 269                      | 44                       |
| Yards à la passe                       | 57                       | 150                      |
| Passes : Réussies-Tentées-Interceptées | 7/14, 0 int.             | 20/38, 2 int.            |
| Réussite en zone rouge/chances         | 1/1                      | 1/1                      |
| TD                                     | 3                        | 1                        |
| Field Goals                            | 1                        | 0                        |
| Sacks (Nombre-Yards perdus)            | 5/38                     | 3/20                     |
| Fumbles (Nombre/Perdus)                | 1/0                      | 1/1                      |
| Pénalités (Nombre/Yards perdus)        | 11/66                    | 3/10                     |
| Temps de possession                    | 30:45                    | 29:15                    |

| Meilleurs Joueurs (MVPs) | Meilleurs Joueurs (MVPs) | Meilleurs Joueurs (MVPs) | Meilleurs Joueurs (MVPs) |
| ------------------------ | ------------------------ | ------------------------ | ------------------------ |
| Système                  | Nom                      | Équipe                   | Poste                    |
| Attaque                  | Bo Scarbrough            | Alabama                  | Running Back             |
| Défense                  | Ryan Anderson            | Alabama                  | Linebacker               |

| Statistiques Individuelles | Statistiques Individuelles | Statistiques Individuelles                     |
| -------------------------- | -------------------------- | ---------------------------------------------- |
| Quaterbacks                |                            |                                                |
| ALA                        | Jalen Hurts                | 7/14 passes réussies, 57 yards, 0 TD, 0 Int.   |
| WAS                        | Jake Browning              | 20/38 passes réussies, 150 yards, 1 TD, 2 Int. |
| Meilleurs Coureurs         |                            |                                                |
| ALA                        | Bo Scarbrough              | 19 courses pour 180 yards, 2 TDs               |
| WAS                        | Myles Gaskin               | 10 courses pour 34 yards, 0 TD                 |
| Meilleurs Receveurs        |                            |                                                |
| ALA                        | Myles Gaskin               | 5 réceptions pour 40 yards, 0 TD               |
| WAS                        | O.J. Howard                | 4 réceptions pour 44 yards, 0 TD               |
| Meilleurs Tackleurs        |                            |                                                |
| ALA                        | Reuben Foster              | 3 tacles en solo et 6 assistes                 |
| WAS                        | King, Kevin                | 4 tacles en solo et 5 assistes                 |